# Nationale historische Stätte Royal Canadian Mint
Das Gebäude Royal Canadian Mint (französisch Monnaie Royale Canadienne) in Ottawa ist Sitz der gleichnamigen Münzprägeanstalt und ein wichtiges Kulturdenkmal der kanadischen Hauptstadt. Die gesamte Anlage (inklusive der Nebengebäude) ist seit 1979 als nationale historische Stätte klassifiziert, darüber hinaus ist das Bauwerk selbst seit 1984 als national bedeutsames Baudenkmal anerkannt.

## Lage und Beschreibung
Es liegt am Sussex Drive, nahe der Nationalgalerie, im Stadtteil Lowertown, der Altstadt Ottawas. Direkt gegenüber liegt ein Krankenhaus. Die Rückseite ist dem Ottawa-Fluss zugewandt.
Der Bau ist zweistöckig im Tudor-Revival-Stil ausgeführt. Die Fassade besteht aus gemauertem Kalkstein. Das Gelände wird durch einen gusseisernen Zaun mit Torhaus zur Straße abgegrenzt.

## Geschichte
Das ursprüngliche Gebäude wurde zwischen 1905 und 1908 erbaut und im Januar 1908 als Zweigstelle der britischen Royal Mint eröffnet. Architekt war David Ewart. Schon ein Jahr später wurde es um einen Anbau zum Raffinieren von Gold ergänzt, der 1911 fertig wurde. Weitere Veränderungen wurden 1916 und 1951 vorgenommen.
1985 wurde das alte Gebäude schließlich bis auf die Fassade abgerissen und neu gebaut um der veränderten Funktion gerecht zu werden. Heute werden in Ottawa keine Kursmünzen mehr geprägt, lediglich Sammler- und Bullionmünzen. Das Gebäude dient außerdem als Verwaltungssitz des Unternehmens, Münzmuseum und offizielle Verkaufsstelle für Sammler- und Bullionmünzen.